# Zeferino da Costa
João Zeferino da Costa (Rio de Janeiro, 25 augustus 1840 – aldaar, begraven op 24 augustus 1915) was een Braziliaanse kunstschilder en tekenaar. Hij schilderde onder meer historiestukken en portretten. Werk van Zeferino da Costa is te vinden in de collectie van onder meer het Museu Dom João VI en het Museu Nacional de Belas Artes.
Hij studeerde vanaf 1857 aan de Academia Imperial de Belas Artes (AIBA) in de toenmalige hoofdstad Rio de Janeiro bij Victor Meirelles. Tijdens zijn studie bij AIBA ontving Zeferino da Costa diverse prijzen, waaronder een reis naar het buitenland in 1868. Dientengevolge vertrok hij hetzelfde jaar naar Italië, waar hij in Rome onder Cesare Mariani verder studeerde aan de Accademia di San Luca. Door nieuwe prijzen die hij daar ontving, kon Zeferino da Costa zijn verblijf in Europa met drie jaar verlengen. Bij zijn terugkeer naar Brazilië in 1877 verving hij Victor Meirelles als leraar historieschilderkunst aan de AIBA. Hij onderwees daar tevens tekenen, schilderen levend model en landschapschilderkunst. Onder zijn leerlingen bevonden zich schilders als Castagneto en Rodolfo Amoedo. In 1880 kreeg hij opdracht van keizer Peter II om het plafond van de Candeláriakerk te schilderen. De beschilderde koepel van deze kerk behoort samen met Moisés recebendo as tábuas da lei (Mozes ontvangt de tafelen van de wet) (1868) tot de belangrijkste schilderijen binnen zijn oeuvre.

## Galerij

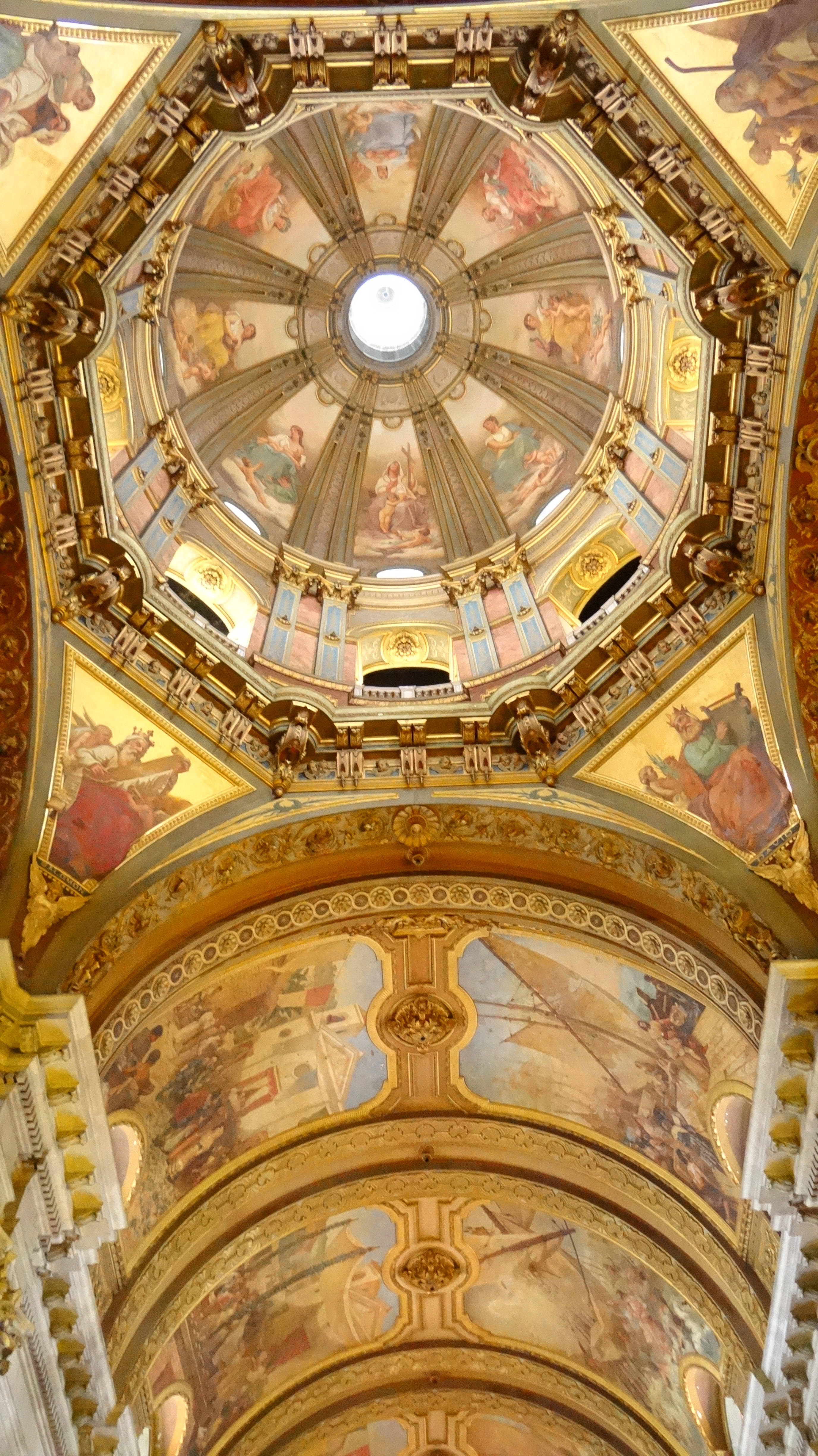
De plafondschilderingen in de katholieke Candelária kerk in Rio de Janeiro
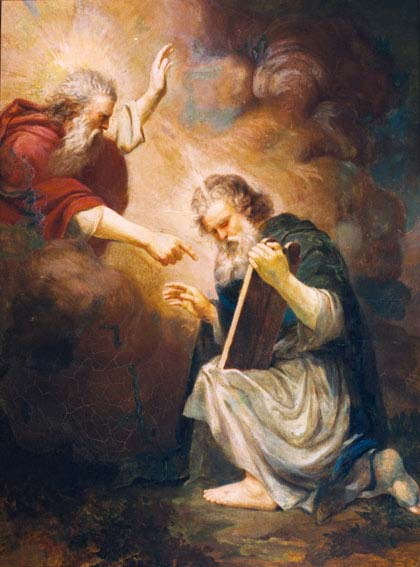
Moisés recebendo as tábuas da lei (Mozes ontvangt de tafelen van de wet) (1868) Museu Dom João VI
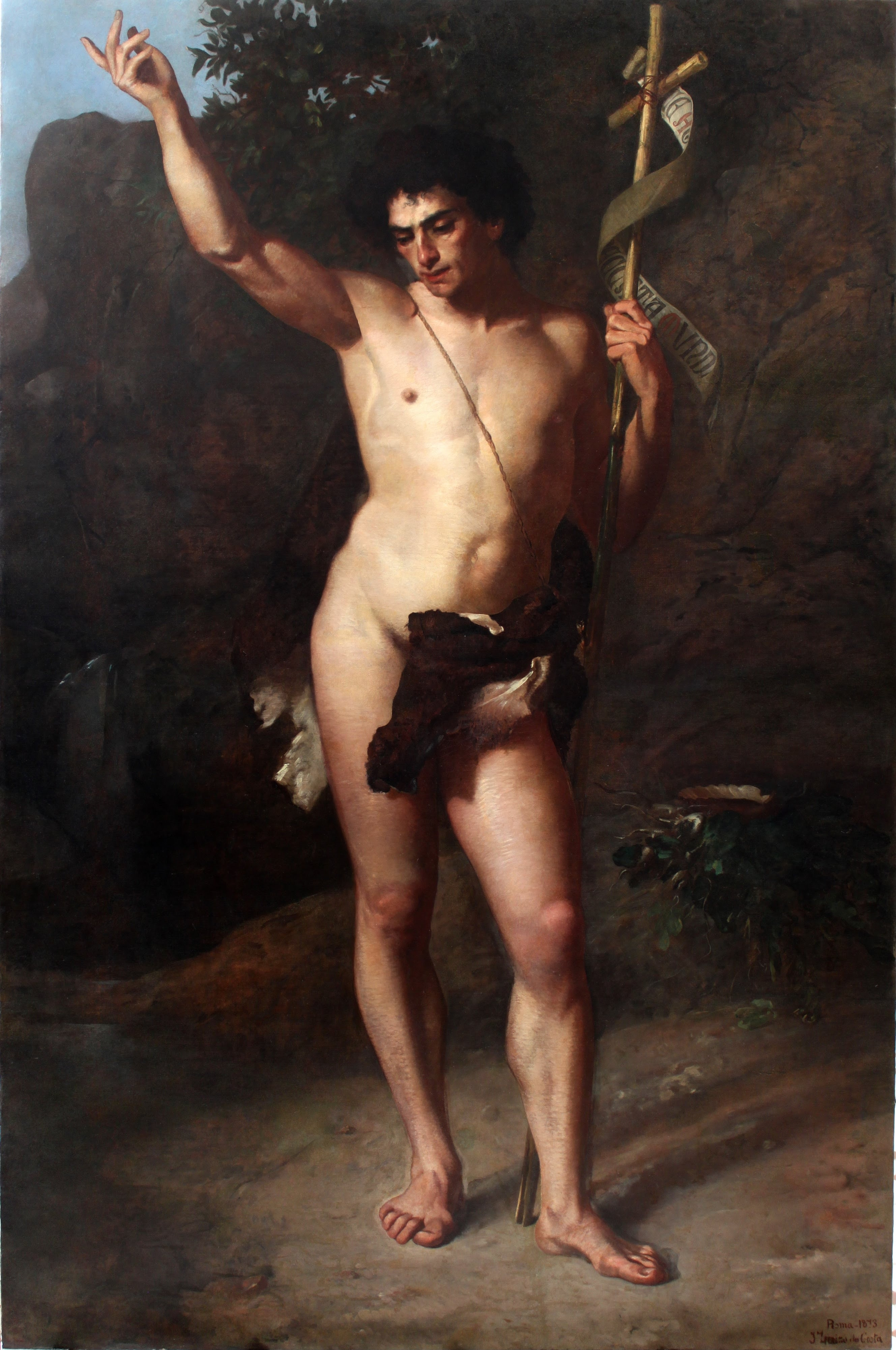
São João Batista (De heilige Johannes de Doper) (1873), Museu Nacional de Belas Artes

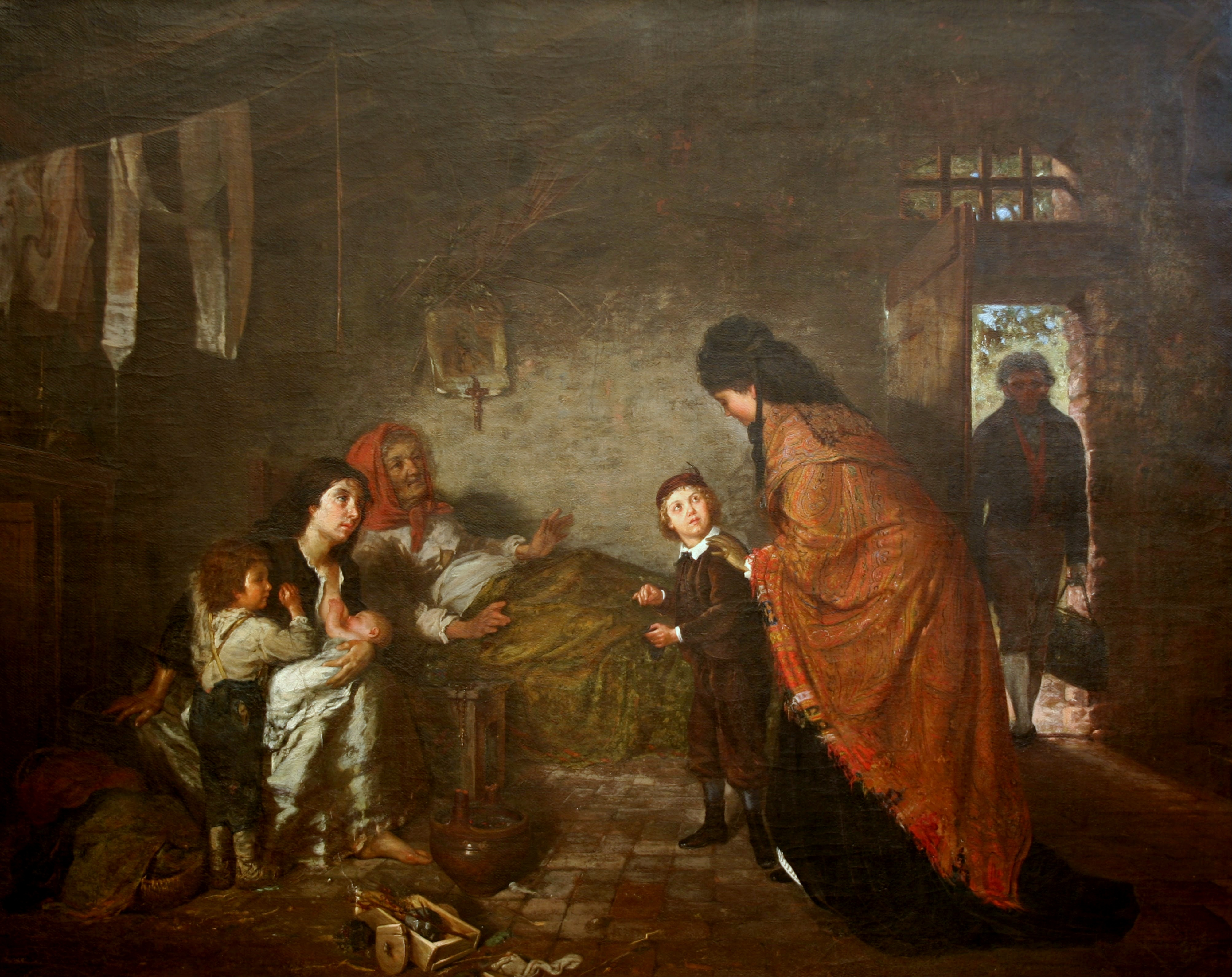
A Caridade (De liefdadigheid) (1872), Museu Nacional de Belas Artes
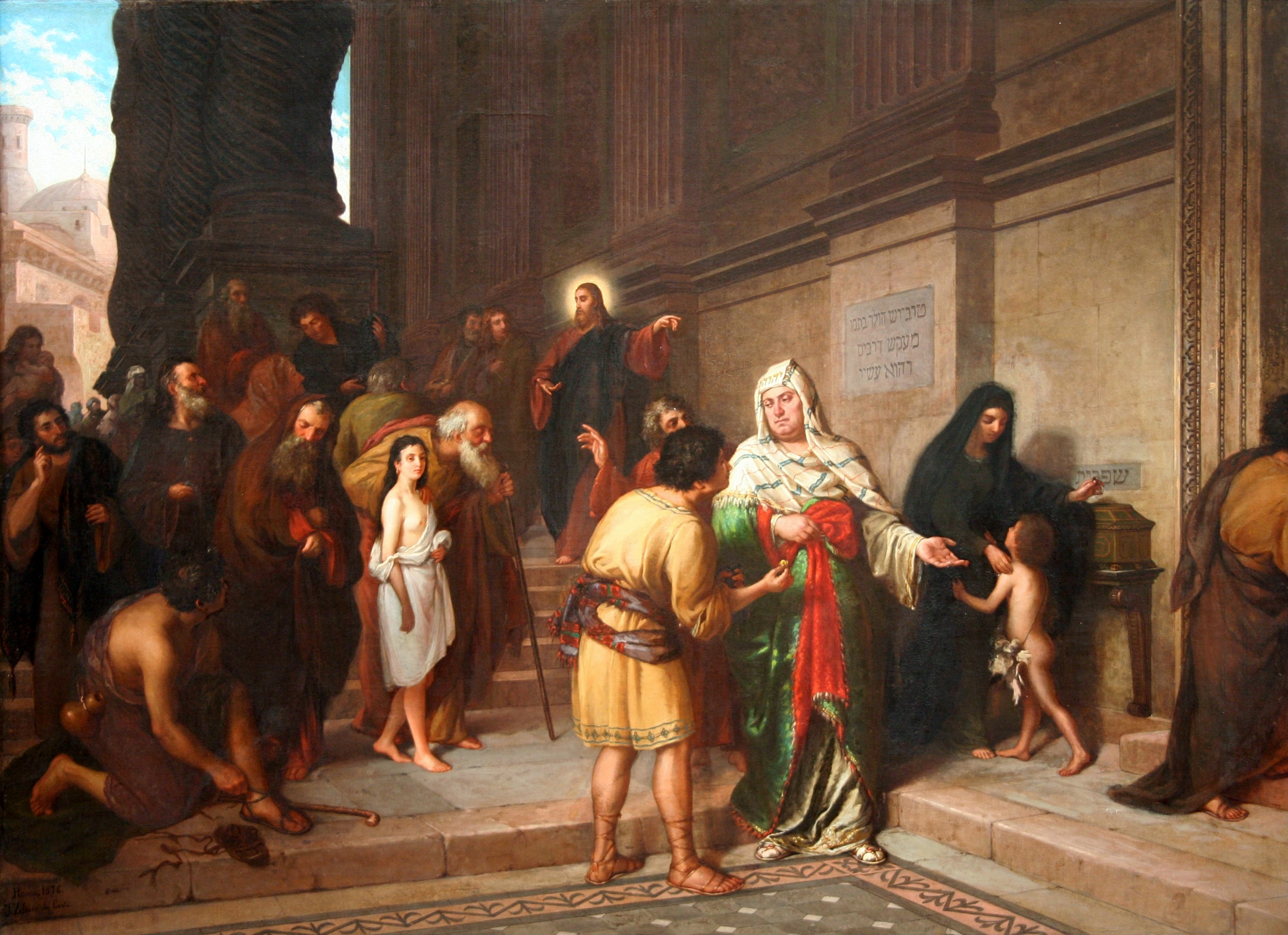
O óbolo da viúva (De penning van de weduwe) (1876), Museu Nacional de Belas Artes

- Bibliothèque nationale de France: cb12044205h (data)
- International Standard Name Identifier: 0000 0003 5645 1946
- Library of Congress Control Number: n84160826
- Système universitaire de documentation: 028650425
- Union List of Artist Names: 500342710
- Virtual International Authority File: 187382275
- WorldCat: E39PBJpjfVXgtV8WV6pxjbmGHC